# Bosque Formosa Esporte Clube
Bosque Formosa Esporte Clube é um clube de futebol brasileiro, sediado em Formosa, em Goiás. Fundado com o nome Bosque Futebol Clube em 1978, passou a ser denominado Bosque Formosa Esporte Clube até assumir o nome atual em 2008.

## História
O clube foi fundado em 21 de setembro de 1978, como Bosque Futebol Clube. Ele disputava apenas campeonatos amadores, mas com o sucesso no futebol amador de Formosa surgiu a ideia de profissionalizar o clube para representar Formosa. A equipe aproveitou da oportunidade dada pela Federação Brasiliense de Futebol (em que clubes do entorno do Distrito Federal podem disputar o Campeonato Candango visto que a distância ao DF é menor do que à outras cidades goianas) para se profissionalizar.
Em 1999, o clube se profissionalizou e disputou o Campeonato Candango de Futebol da Segunda Divisão. Neste mesmo ano o clube conseguiu se sagrar Campeão Brasiliense de Futebol da Segunda Divisão. Com isto obteve o direito de disputar a elite do Campeonato Candango.
No ano de 2000, o Bosque estreava na elite do Campeonato Candango de Futebol, porém sua participação na elite não foi duradoura. O time caiu para a Segunda Divisão com apenas 12 pontos conquistados em 18 jogos.
Após a queda para a Segunda Divisão perdeu o pouco apoio financeiro que possuía, fazendo com que vivesse uma grave crise financeira (que durou de 2001 à 2008), que fez com que o time caísse até a Terceira Divisão do Campeonato Brasiliense de Futebol. Nesse período o clube ficou conhecido como por seus dirigentes como "Bosque Formosa" e foi mantido como nome fantasia.
Devido a problemas financeiros o clube se licenciou em 2004, após ter terminado o Campeonato Candango de Futebol da Segunda Divisão em 8º. Já no ano de 2006 o clube conseguiu voltar a disputar o campeonato do Distrito Federal. Neste mesmo ano ele teve de disputar a recém criada Terceira Divisão do Campeonato Brasiliense.
Em 2008, a equipe recebeu o nome de Bosque Formosa Esporte Clube com o intuito de poder obter ajuda financeira de órgãos e instituições públicas. Neste mesmo ano a equipe conseguiu melhorar seu elenco para disputar o Campeonato Brasiliense da Terceira Divisão, onde finalizou na terceira colocação, não conseguindo subir para a Segunda Divisão do campeonato do Distrito Federal. Em sete jogos na Terceira Divisão a equipe conquistou 3 vitórias, 2 empates e 2 derrotas.
Já em 2009, a equipe ficou na segunda colocação do Campeonato Brasiliense da Terceira Divisão, com isto conseguiu o acesso à Segunda Divisão. O time fez uma boa campanha, porém terminou como vice-campeão (4 vitórias e 2 derrotas em 6 jogos).
No ano de 2010 o clube retornou a principal divisão do Campeonato Brasiliense ao conquistar o vice-campeonato na Segunda Divisão. No campeonato a campanha do time na primeira fase foi de 4 vitórias, 2 empates e 1 derrota em 7 jogos. Já na segunda fase o time teve obteve uma vitória e duas derrotas. Ainda na temporada o time perdeu a sua invencibilidade em casa que durava desde o ano de 2007, foram 21 jogos invictos.
O Bosque Formosa em 2011 tinha como meta principal se manter na Primeira Divisão do Campeonato Brasiliense, mas conseguiu ir além disso. A diretoria montou um time forte para a disputa do campeonato o que resultou um inédito terceiro lugar na elite do Campeonato Candango. Na primeira fase terminou com a segunda melhor campanha com 22 pontos. Já na segunda fase o time chegou a liderar por duas rodadas, sendo o primeiro time fora do Distrito Federal a conseguir isto. A equipe necessitava de apenas um ponto em dois jogos para ir a final e consequentemente conquistar a vaga na Copa do Brasil, mas não obteve sucesso. Porém obteve a classificação para a disputa do Campeonato Brasileiro da Série D de 2011.
O clube participou pela primeira vez do Campeonato Brasiliense Juniores, terminando na sétima posição.
Pelo Campeonato Brasileiro da Série D de 2011, o time teve de disputar seus jogos contra os times da Região Sudeste (Audax Rio, São Mateus, Villa Nova e Volta Redonda) e não contra os times do Centro Oeste (Anapolina, Gama, Itumbiara, Tocantinópolis e o Tupi). O time estreou fora de casa tendo de ir ao Rio de Janeiro para enfrentar o Audax, tendo conseguido neste jogo somente um empate. E o primeiro jogo dentro de casa pelo campeonato foi contra o São Mateus time do Espírito Santo. Durante o campeonato a equipe passou por diversos problemas, dentre eles a falta do apoio da torcida (a media do publico pagante no campeonato foi de 297 torcedores ) já que os ingressos estavam com um preço elevado e os torcedores ainda estavam chateados com a eliminação do Candangão. Mais uma vez problemas financeiros prejudicaram a equipe, já que um dos seus maiores patrocinadores (Prefeitura Municipal de Formosa) não pode destinar a verba já que o Ministério Público de Goiás proibiu.
O desempenho da equipe não foi o esperado, pois não conseguiu se classificar para a fase seguinte do campeonato. O Formosa obteve duas vitórias, três empates e três derrotas no campeonato, ficando na quarta colocação do seu grupo. Ao termino do campeonato o time ficou na 30º(trigésima) colocação.
A participação do time no  Campeonato Candango de Futebol 2012, não foi tão proveitosa, já que o time foi rebaixado para a Segunda Divisão do mesmo campeonato, o time obteve apenas 9 pontos em 11 jogos disputados. Neste mesmo ano clube acabou ganhando a Taça João Saldanha, sendo este disputado pelo terceiro e quarto colocado de cada grupo. A Taça João Saldanha foi considerado o torneio da consolação para estes times, o Formosa foi campeão em cima do Gama, na disputa dos pênaltis.
No ano de 2013 o time sagrou-se Campeão do Campeonato Candango de Futebol da Segunda Divisão, sendo que este título foi de forma invicta, em 9 jogos disputados, houve 6 vitórias e 3 empates, o clube teve o segundo melhor ataque da competição e a defesa menos vazada.
Em 2014 o time tinha o intuito de permanecer na elite do Campeonato Brasiliense de Futebol, e conseguiu, quase se classificando para as quartas de final. A equipe terminou em 9° lugar, em 11 jogos, foram 4 vitórias, 2 empates e 5 derrotas, terminando apenas 1 ponto atrás do Santa Maria.
No ano de 2015 o clube montou uma equipe razoável para disputar o Campeonato Brasiliense de Futebol, e fez uma boa campanha. A equipe conseguiu se classificar para a segunda fase terminando em 7° lugar, foram 3 vitórias, 4 empates e 3 derrotas. Nas quartas de final enfrentou o Gama, clube com quem tem uma grande rivalidade, e acabou sendo eliminado. Após vencer em casa por 1 a 0, o Tsunami sofreu derrota por 2 a 1 no Bezerrão.
Na temporada de 2016 criou-se uma grande expectativa sobre o clube para o Campeonato Brasiliense de Futebol. Após fazer boa campanha no ano anterior, torcedores acreditavam em pelo menos a classificação para o Campeonato Brasileiro da Série D de 2017. Porém, terminou sendo decepcionante e o time terminou em 10° lugar, foram apenas 2 vitórias em 11 jogos, sobre os rebaixados Cruzeiro-DF e Planaltina.
Nos anos de 2018 e 2019 o time conseguiu classificar pela segunda vez consecutiva para a segunda fase do Campeonato Brasiliense de Futebol. Ainda no ano de 2019 o artilheiro do Campeonato foi o jogador do Formosa.

## Títulos
| DISTRITAIS | DISTRITAIS                        | DISTRITAIS | DISTRITAIS  |
|            | Competição                        | Títulos    | Temporadas  |
|            | Campeonato Brasiliense 2ª Divisão | 2          | 1999 e 2013 |
|            | Taça João Saldanha                | 1          | 2012        |
| MUNICIPAIS | MUNICIPAIS                        | MUNICIPAIS | MUNICIPAIS  |
|            | Competição                        | Títulos    | Temporadas  |
|            | Campeonato Formosense             | 2          | 1995, 1999  |
|            | Copa Formosa                      | 1          | 1997        |
| ---------- | --------------------------------- | ---------- | ----------- |

 Campeão invicto

### Campanhas de destaque
| Torneio                      | Campeão         | Vice-campeão   | Terceiro colocado | Quarto colocado |
| ---------------------------- | --------------- | -------------- | ----------------- | --------------- |
| Campeonato Brasiliense       | 0 (não possui)  | 0 (não possui) | 1 (2011)          | 1 (2020)        |
| Brasiliense Segunda Divisão  | 2 (1999 e 2013) | 1 (2010)       | 1 (2002)          | 0 (não possui)  |
| Brasiliense Terceira Divisão | 0 (não possui)  | 1 (2009)       | 1 (2008)          | 1 (2006)        |

## Hino
O hino do Bosque Formosa Esporte Clube é de autoria de José Moacir Xavier Ferreira.

## Ranking da CBF
Ranking atualizado em dezembro de 2014
- Posição: 198º
- Pontuação: 102 pontos[8]

Ranking criado pela Confederação Brasileira de Futebol para pontuar todos os clubes do Brasil.